# Grup Rossellonès d'Estudis Catalans
Grup Rossellonès d'Estudis Catalans (GREC) és una associació nord-catalana creada a finals del 1960 a Perpinyà per tal de divulgar, mantenir i desenvolupar l'ús del català a la Catalunya del Nord, generalitzar l'adopció de les normes de l'Institut d'Estudis Catalans i assegurar l'aplicació de la llei Deixonne del 1951 per tal de permetre seu ensenyament oficial. Des del 1961 publicà un butlletí, Sant Joan i Barres. N'eren membres d'honor Josep Sebastià Pons, Carles Grandó, Enric Guiter, Francesc Francís i Edmond Brazès; el president era Renat Llech-Walter, i el secretari general, Pau Roure.
Aviat es distingí pel seu activisme lingüístic. El 1963 organitzà la commemoració del cinquantenari de les Normes ortogràfiques a Prada i a Perpinyà i inicià les Diades d'Estudi de Setembre a Perpinyà, represes el 1964 i el 1965. El 1966 les traslladà a Tuïr, on hi col·laborà amb l'Institut d'Estudis Occitans. El 1964 fou el principal organitzador dels Jocs Florals de la Llengua Catalana, celebrats a Perpinyà.
El 1967 patí una crisi interna entre els sectors més joves del partit, partidaris de l'actuació política, i els merament culturalistes, que s'intentà superar designant l'erudit Roger Grau com a president i secretari. El 1968 foren elegits Andreu Roquere com a president i Pere Verdaguer com a secretari general, i com a director del butlletí Sant Joan i Barres, Jordi Costa i Roca, mentre que Pere Ponsich formava part del consell d'administració. Pocs mesos després patí l'escissió de l'Institut Rossellonès d'Estudis Catalans. També organitzà unes altres Diades d'Estudis de Setembre a Prada, en col·laboració amb el Grup Cultural de la Joventut Catalana. El 1969 el GREC i el GCJC patrocinaren una de les principals realitzacions culturals nord-catalanes, la Universitat Catalana d'Estiu anyal a Prada de Conflent, i en mantingueren l'organització durant molt temps.
Des dels seus orígens formà part del Consell Nacional de Defensa de les Llengües i Cultures Regionals de França, que reunia altres associacions de defensa de al cultura bretones, basques, occitanes i catalanes, i actualment de la seva successora Defensa i Promoció de les Llengües de França, que reuneix, a més, alsacianes, corses i flamenques.